# Campionati pacifico-americani di slittino 2013
I Campionati pacifico-americani di slittino 2013, seconda edizione della manifestazione, si sono disputati a Lake Placid, negli Stati Uniti, dall'8 al 9 febbraio 2013 sul tracciato che ospitò la III e XIII olimpiade invernale.
L'evento si è svolto all'interno dell'ottava e penultima tappa di Coppa del Mondo 2012/13.

## Podi
| Evento         | Oro                         | Tempo    | Argento                            | Tempo    | Bronzo                  | Tempo    |
| Singolo Uomini | Christopher Mazdzer         | 1'45"187 | Samuel Edney                       | 1'45"217 | Taylor Morris           | 1'45"222 |
| Singolo Donne  | Julia Clukey                | 1'28"735 | Alex Gough                         | 1'28"748 | Erin Hamlin             | 1'28"859 |
| Doppio         | Tristan Walker Justin Snith | 1'28"570 | Matthew Mortensen Preston Griffall | 1'28"913 | Jake Hyrns Andrew Sherk | 1'29"112 |

## Singolo uomini
La gara si è svolta il 9 febbraio 2013, con inizio alle 9:35 UTC-5.
L'atleta di casa Christopher Mazdzer si aggiudica la gara battendo il campione uscente Samuel Edney, Canada e l'altro statunitense Taylor Morris.
| Pos. | Atleti              | Nazione     | Tempo    | Distacco |
| ---- | ------------------- | ----------- | -------- | -------- |
|      | Christopher Mazdzer | Stati Uniti | 1'45"187 |          |
|      | Samuel Edney        | Canada      | 1'45"217 | +0"030   |
|      | Taylor Morris       | Stati Uniti | 1'45"222 | +0"035   |
| 4    | Joe Mortensen       | Stati Uniti | 1'45"292 | +0"105   |
| -    | Isaac Underwood     | Stati Uniti | DNF      | -        |

## Singolo donne
La gara si è svolta il 9 febbraio 2013, con inizio alle 13:05 UTC-5.
L'atleta di casa Julia Clukey si aggiudica la gara battendo la campionessa uscente Alex Gough, Canada e l'altra statunitense Erin Hamlin.
| Pos. | Atleti          | Nazione     | Tempo    | Distacco |
| ---- | --------------- | ----------- | -------- | -------- |
|      | Julia Clukey    | Stati Uniti | 1'28"735 |          |
|      | Alex Gough      | Canada      | 1'28"748 | +0"013   |
|      | Erin Hamlin     | Stati Uniti | 1'28"859 | +0"124   |
| 4    | Kate Hansen     | Stati Uniti | 1'29"300 | +0"565   |
| 5    | Emily Sweeney   | Stati Uniti | 1'29"446 | +0"711   |
| 6    | Kimberley McRae | Canada      | 1'29"923 | +1"188   |
| 7    | Arianne Jones   | Canada      | 1'29"959 | +1"224   |
| 8    | Jordan Smith    | Canada      | 1'31"136 | +2"401   |

## Doppio
La gara si è svolta l'8 febbraio 2013, con inizio alle 10:04 UTC-5.
I canadesi Tristan Walker e Justin Snith si aggiudicano la gara battendo le coppie statunitensi Mortensen/Griffall (campioni uscenti) e Hyrns/Sherk.
| Pos. | Atleti                             | Nazione     | Tempo    | Distacco |
| ---- | ---------------------------------- | ----------- | -------- | -------- |
|      | Tristan Walker Justin Snith        | Canada      | 1'28"570 |          |
|      | Matthew Mortensen Preston Griffall | Stati Uniti | 1'28"913 | +0"343   |
|      | Jake Hyrns Andrew Sherk            | Stati Uniti | 1'29"112 | +0"542   |

## Medagliere
| Posizione | Nazione     | Oro | Argento | Bronzo | Totale |
| --------- | ----------- | --- | ------- | ------ | ------ |
| 1         | Stati Uniti | 2   | 1       | 3      | 6      |
| 2         | Canada      | 1   | 2       | 0      | 3      |
| Totale    | Totale      | 3   | 3       | 3      | 9      |